# Seveso (folyó)
A Seveso (lombardul: Sceves vagy Seves) egy rövid (mindössze 55 km hosszú) folyó Olaszország Lombardia régiójában. Cavallasca mellett ered a Monte Sasso lejtőin, Como városától nyugatra, közel a svájci határhoz. Átszeli Monza és Brianza városokat, majd Milánóban a Naviglio Martesana nevű csatornába torkollik. Egyike Lombardia legszennyezettebb folyóinak, emiatt gyakran a fiume nero (fekete folyó) jelzővel illetik.